# Сіблі (округ, Міннесота)
Шаблон:StateAbbr_ 44°35′ пн. ш. 94°14′ зх. д. / 44.58° пн. ш. 94.23° зх. д.
Округ Сіблі (англ. Sibley County) — округ (графство) у штаті Міннесота, США. Ідентифікатор округу 27143.

## Історія
Округ утворений 1853 року.

## Демографія
За даними перепису
2000 року
загальне населення округу становило 15356 осіб, усе сільське.
Серед мешканців округу чоловіків було 7787, а жінок — 7569. В окрузі було 5772 домогосподарства, 4089 родин, які мешкали в 6024 будинках.
Середній розмір родини становив 3,14.
Віковий розподіл населення поданий у таблиці:
| Стать    | До 15 років | 15-21 | 22-29 | 30-39 | 40-49 | 50-65 | 65-85 | Понад 85 |
| -------- | ----------- | ----- | ----- | ----- | ----- | ----- | ----- | -------- |
| Чоловіки | 1829        | 783   | 678   | 1088  | 1197  | 1124  | 958   | 130      |
| Жінки    | 1631        | 694   | 612   | 1055  | 1047  | 1096  | 1170  | 264      |

## Суміжні округи
- Маклеод — північ
- Карвер — північний схід
- Скотт — схід
- Ле-Сюер — південний схід
- Ніколлет — південь
- Ренвілл — захід

## Виноски
1. ↑  US Decennial Census. US Census Bureau. Архів оригіналу за 26 квітня 2015. Процитовано 25 жовтня 2014.
2. ↑  Historical Census Browser. University of Virginia Library. Архів оригіналу за 11 серпня 2012. Процитовано 25 жовтня 2014.
3. ↑  Population of Counties by Decennial Census: 1900 to 1990. US Census Bureau. Процитовано 25 жовтня 2014.
4. ↑  Census 2000 PHC-T-4. Ranking Tables for Counties: 1990 and 2000 (PDF). US Census Bureau. Процитовано 25 жовтня 2014.
5. ↑  State & County QuickFacts. US Census Bureau. Архів оригіналу за 7 червня 2011. Процитовано 1 вересня 2013. [Архівовано 2011-06-07 у Wayback Machine.](англ.) Наведено за англійською вікіпедією.
6. ↑  American FactFinder. Бюро перепису населення США. Архів оригіналу за 26 лютого 2012. Процитовано 31 січня 2008. [Архівовано 2008-05-21 у Wayback Machine.]

| США | Це незавершена стаття з географії США. Ви можете допомогти проєкту, виправивши або дописавши її. |